# 罔萌讹
罔萌讹，西夏大臣，党项族。
罔萌讹知书，侍夏惠宗李秉常之母梁太后。惠宗年幼继位，太后专权，与国相梁乙埋居中专权。罔萌讹多次劝说梁太后进攻宋朝，乾道元年（1068年）二月，西夏人李崇贵与韩道喜杀宋朝保安军知军杨定，宋朝索要凶手，他谋划藏匿，不成，被梁乙埋擒获送给宋朝，于是生嫌隙。十一月，向梁太后献策，以宋朝降人景询换得投宋的夏臣嵬名山，没有成功。乾道二年十月，派他与宋使定地界。十二月，请遣使至辽朝求印绶，也没有成功。天赐礼盛国庆元年（1069年），受命出使北宋贺正旦，到达延州，不至而还。大安七年（1081年），因夏将李清劝惠宗以河南地归宋，与宋议和，梁太后与罔萌讹设计诱杀李清，囚禁惠宗，与梁乙埋等聚集人马，斩断河梁，封锁消息。使皇族与后族的争权斗争更趋激化。